# 石川総詳
石川 総詳（いしかわ ふさあき）は、江戸時代中期の旗本。総氏系石川家（保久石川家）5代。

## 生涯
寛延3年1月（1750年2月）石川総共の次男として誕生した。宝暦13年9月1日（1763年10月7日）将軍徳川家治に拝謁し、家治嫡子家基に近侍する。明和9年2月29日（1772年4月1日）林信言の次女と婚姻し、安永4年12月6日（1775年12月28日）遺跡を継ぐ。寛政6年閏11月17日（1795年1月7日）致仕する。文化9年11月28日（1812年12月31日）築地萬年橋の屋敷にて死去した。
天明元年（1781年）総詳が支配する保久石川家領地三河国加茂郡羽布村（現愛知県豊田市羽布町）が同国設楽郡黒瀬村（現愛知県新城市作手黒瀬）他2村に対して山論の訴えを行ったことが資料として残されており、当時盛んに発生した山論争議の貴重な資料となっている。